# Álbuns de Ivete Sangalo
Os álbuns de Ivete Sangalo compreende dezesseis lançamentos em dezesseis anos divididos em duas fases. Em 1993, ela começou a carreira como vocalista da Banda Eva, na qual ficou por seis anos. Durante esse período, foram lançados seis álbuns, sendo quatro em estúdio e dois ao vivo, tendo vendido mais de 5 milhões de discos. Em 1999, a brasileira seguiu em carreira solo, já lançou oito álbuns em estúdio, sete ao vivo e mais de dezessete coletâneas.
Os álbuns ao vivo foram o grande marco na carreira de Sangalo não só no número de vendas no Brasil, mas no mundo, sendo a artista com maior número de DVDs vendidos mundialmente. Seu primeiro foi o MTV Ao Vivo (2004), que comemora os 10 anos de carreira no Estádio Octávio Mangabeira, a popular Fonte Nova, recebendo mais de 80 mil pessoas e artistas como Gilberto Gil, a dupla Sandy & Junior e as cantoras Daniela Mercury e Margareth Menezes. O trabalho vendeu em torno de 1 milhão de cópias. Em 2007 é lançado seu segundo álbum ao vivo, No Maracanã, que vendeu certa de 700 mil cópias. Em 2011 é a vez do novo disco ao vivo da cantora ser lançado, o No Madison Square Garden, gravado em Nova Iorque com participação de Nelly Furtado, Juanes, Diego Torres e Seu Jorge.

## Álbuns de estúdio
| Álbum                                                                                  | Detalhes                                                                                              | Melhores posições | Melhores posições | Melhores posições | Melhores posições | Vendas            | Certificações               |
| Álbum                                                                                  | Detalhes                                                                                              | BRA               | BRA (RJ)          | BRA (SP)          | POR               | Vendas            | Certificações               |
| -------------------------------------------------------------------------------------- | --- | ----------------- | ----------------- | ----------------- | ----------------- | ----------------- | --------------------------- |
| Ivete Sangalo                                                                          | - Lançamento: 30 de julho de 1999 - Formatos: CD · download digital - Gravadora: Universal            | 1                 | —                 | —                 | —                 | - BRA: 400.000    | - PMB: Platina              |
| Beat Beleza                                                                            | - Lançamento: 12 de dezembro de 2000 - Formatos: CD · download digital - Gravadora: Universal         | —                 | —                 | —                 | —                 | - BRA: 240.000    | - PMB: Ouro                 |
| Festa                                                                                  | - Lançamento: 4 de dezembro de 2001 - Formatos: CD · download digital - Gravadora: Universal          | —                 | 2                 | 4                 | —                 | - BRA: 500.000    | - PMB: Platina              |
| Clube Carnavalesco Inocentes em Progresso                                              | - Lançamento: 18 de novembro de 2003 - Formatos: CD · download digital - Gravadora: Universal         | 16                | —                 | —                 | —                 | - BRA: 200.000    | - PMB: Ouro                 |
| As Super Novas                                                                         | - Lançamento: 21 de novembro de 2005 - Formatos: CD · download digital - Gravadora: Universal         | 4                 | —                 | —                 | 20                | - BRA: 1.200.000  | - PMB: Diamante - AFP: Ouro |
| Pode Entrar                                                                            | - Lançamento: 5 de junho de 2009 - Formatos: CD · download digital - Gravadora: Universal             | 7                 | —                 | —                 | 4                 | - BRA: 520.000[A] | - PMB: Ouro                 |
| Real Fantasia                                                                          | - Lançamento: 9 de outubro de 2012 - Formatos: CD · download digital - Gravadora: Universal           | 3                 | —                 | —                 | 7                 | - BRA: 130.000    | - PMB: Ouro                 |
| Onda Boa com Ivete                                                                     | - Lançamento: 24 de fevereiro de 2022 - Formatos: Streaming · download digital - Gravadora: Universal | —                 | —                 | —                 | —                 |                   |                             |
| "—" denota álbuns que não entraram nas paradas musicais ou não foram lançados no país. | |                   |                   |                   |                   |                   |                             |

## Álbuns de estúdio colaborativos
| Álbum                                | Detalhes                                                                                      | Melhores posições | Vendas        | Certificações |
| Álbum                                | Detalhes                                                                                      | BRA               | Vendas        | Certificações |
| ------------------------------------ | --------------------------------------------------------------------------------------------- | ----------------- | ------------- | ------------- |
| A Casa Amarela (com Saulo Fernandes) | - Lançamento: 17 de outubro de 2008 - Formatos: CD, download digital - Gravadora: Universal   | —                 | - BRA: 50.000 |               |
| Viva Tim Maia! (com Criolo)          | - Lançamento: 31 de julho de 2015 - Formatos: CD, LP, download digital - Gravadora: Universal | —                 | - BRA: 40.000 | - PMB: Ouro   |

## Álbuns ao vivo
| Álbum                                                                                  | Detalhes | Melhores posições | Melhores posições | Melhores posições | Vendas                                | Certificações                  |
| Álbum                                                                                  | Detalhes | BRA               | ARG               | POR               | Vendas                                | Certificações                  |
| -------------------------------------------------------------------------------------- | --- | ----------------- | ----------------- | ----------------- | ------------------------------------- | ------------------------------ |
| MTV Ao Vivo                                                                            | - Lançamento: 13 de abril de 2004 - Formatos: CD · download digital - Gravadora: Universal                           | 1                 | —                 | 6                 | - BRA: 1.200.000 - POR: 150.000       | - PMB: Diamante - AFP: Platina |
| Ivete no Maracanã                                                                      | - Lançamento: 21 de março de 2007 - Formatos: CD · download digital - Gravadora: Universal                           | 1                 | —                 | 10                | - BRA:1.200.000                       | - PMB: 2× Platina - AFP: Ouro  |
| Ivete Sangalo no Madison Square Garden                                                 | - Lançamento: 7 de dezembro de 2010 - Formatos: CD · download digital - Gravadora: Universal                         | 1                 | 5                 | 9                 |                                       | - PMB: Ouro - AFP: Ouro        |
| Ivete Sangalo – 20 Anos                                                                | - Lançamento: 6 de maio de 2014 - Formatos: CD · download digital - Gravadora: Universal                             | 1                 | —                 | 15                | - BRA: 250.000                        | - PMB: Ouro                    |
| Acústico em Trancoso                                                                   | - Lançamento: 29 de julho de 2016 - Formatos: CD · download digital - Gravadora: Universal                           | 1[C]              | —                 | 34                | - BRA: 80.000[C] (até agosto de 2016) | - PMB: Platina                 |
| Live Experience                                                                        | - Lançamento: 12 de abril de 2019 - Formatos: CD · download digital · streaming - Gravadora: Universal               | —                 | —                 | —                 | - BRA: 40.000                         | - PMB: Ouro                    |
| Macaco Sessions: Ivete Sangalo                                                         | - Lançamento: 14 de outubro de 2022 - Formatos: CD · download digital · streaming - Gravadora: Macaco Gordo / Virgin | —                 | —                 | —                 |                                       |                                |
| "—" denota álbuns que não entraram nas paradas musicais ou não foram lançados no país. | |                   |                   |                   |                                       |                                |

## Álbuns ao vivo colaborativos
| Álbum                                                    | Detalhes                                                                                  | Melhores posições | Melhores posições | Vendas        | Certificações |
| Álbum                                                    | Detalhes                                                                                  | BRA               | POR               | Vendas        | Certificações |
| -------------------------------------------------------- | ----------------------------------------------------------------------------------------- | ----------------- | ----------------- | ------------- | ------------- |
| Ivete, Gil e Caetano (com Gilberto Gil e Caetano Veloso) | - Lançamento: 14 de maio de 2012 - Formatos: CD · download digital - Gravadora: Universal | —                 | 5                 | - BRA: 50.000 | - PMB: Ouro   |

## Coletâneas
| Álbum                                                                                  | Detalhes                                                                                      | Melhores posições | Melhores posições | Melhores posições | Melhores posições | Melhores posições | Vendas         | Certificações              |
| Álbum                                                                                  | Detalhes                                                                                      | BRA               | BRA (RJ)          | BRA (SP)          | HOL               | POR               | Vendas         | Certificações              |
| -------------------------------------------------------------------------------------- | --------------------------------------------------------------------------------------------- | ----------------- | ----------------- | ----------------- | ----------------- | ----------------- | -------------- | -------------------------- |
| Se Eu Não Te Amasse Tanto Assim                                                        | - Lançamento: 14 de novembro de 2002 - Formatos: CD · download digital - Gravadora: Universal | —                 | 3                 | —                 | —                 | —                 |                | - PMB: Ouro                |
| Ivete Sangalo                                                                          | - Lançamento: 2002 - Formatos: CD - Gravadora: Universal                                      | —                 | —                 | —                 | —                 | —                 |                |                            |
| A Arte de Ivete Sangalo                                                                | - Lançamento: 22 de agosto de 2005 - Formatos: CD · download digital - Gravadora: Universal   | —                 | —                 | —                 | —                 | —                 |                |                            |
| Novo Millennium                                                                        | - Lançamento: 29 de novembro de 2005 - Formatos:CD - Gravadora: Universal                     | 29                | —                 | 7                 | —                 | —                 |                |                            |
| Ivete Sangalo[B]                                                                       | - Lançamento: 16 de junho de 2006 - Formatos: CD - Gravadora: Universal                       | —                 | 38                | —                 | —                 | —                 |                |                            |
| Perfil                                                                                 | - Lançamento: 17 de setembro de 2008 - Formatos: CD - Gravadora: Universal                    | 12                | —                 | 3                 | —                 | —                 |                | - PMB: Platina - AFP: Ouro |
| Energia, Alegria e Paixão                                                              | - Lançamento: 2008 - Formatos: CD - Gravadora: Seleções Music                                 | —                 | —                 | —                 | —                 | —                 |                |                            |
| Sem Limite                                                                             | - Lançamento: 5 de dezembro de 2008 - Formatos: CD · download digital - Gravadora: Universal  | —                 | —                 | —                 | —                 | —                 |                |                            |
| Duetos                                                                                 | - Lançamento: 5 de maio de 2010 - Formatos: CD · download digital - Gravadora: Universal      | 5                 | —                 | 3                 | —                 | —                 | - BRA: 109.975 | - PMB: Platina             |
| O Carnaval de Ivete Sangalo                                                            | - Lançamento: 7 de fevereiro de 2012 - Formatos: Download digital - Gravadora: Universal      | —                 | —                 | —                 | —                 | —                 |                |                            |
| Baladas de Ivete                                                                       | - Lançamento: 31 de julho de 2012 - Formatos: CD · download digital - Gravadora: Universal    | —                 | —                 | —                 | —                 | —                 |                |                            |
| O Carnaval de Ivete Sangalo 2013                                                       | - Lançamento: 31 de janeiro de 2013 - Formatos: Download digital - Gravadora: Universal       | —                 | —                 | —                 | —                 | —                 |                |                            |
| As Nossas Canções                                                                      | - Lançamento: 20 de setembro de 2013 - Formatos: CD · download digital - Gravadora: Universal | —                 | —                 | 25                | —                 | —                 | - BRA: 25.000  |                            |
| O Carnaval de Ivete Sangalo 2014                                                       | - Lançamento: 25 de fevereiro de 2014 - Formatos: Download digital - Gravadora: Universal     | —                 | —                 | —                 | —                 | —                 |                |                            |
| O Carnaval de Ivete Sangalo 2015                                                       | - Lançamento: 20 de dezembro de 2014 - Formatos: Download digital - Gravadora: Universal      | —                 | —                 | —                 | —                 | —                 |                |                            |
| Sai do Chão: O Carnaval de Ivete Sangalo                                               | - Lançamento: 11 de dezembro de 2015 - Formatos: Download digital - Gravadora: Universal      | 4                 | —                 | 36                | —                 | —                 | - BRA: 80.000  | - PMB: Platina             |
| Duetos 2                                                                               | - Lançamento: 24 de novembro de 2017 - Formatos: Download digital - Gravadora: Universal      | —                 | —                 | —                 | —                 | —                 |                |                            |
| "—" denota álbuns que não entraram nas paradas musicais ou não foram lançados no país. |                                                                                               |                   |                   |                   |                   |                   |                |                            |

## Extended plays(EPs)
| Álbum                                | Detalhes |
| ------------------------------------ | --- |
| Acústico em Trancoso                 | - Lançamento: 15 de julho de 2016 - Formatos: Download digital - Gravadora: Universal                                        |
| Carnaval com Ivete - Live Experience | - Lançamento: 25 de janeiro de 2019 - Formatos: Download digital - Gravadora: Universal                                      |
| O Mundo Vai                          | - Lançamento: 24 de janeiro de 2020 - Formatos: Download digital - Gravadora: Universal                                      |
| Chega Mais (Ao Vivo)                 | - Lançamento: 20 de janeiro de 2023 - Formatos: Download digital - Gravadora: Universal                                      |
| ReIvete-Se                           | - Lançamento: 15 de dezembro de 2023 - Formatos: Download digital - Gravadora: Altafonte (sob licença exclusiva da IM Music) |

## Remisturas
| Álbum            | Detalhes                                                                              |
| ---------------- | ------------------------------------------------------------------------------------- |
| Arraiá da Veveta | - Lançamento: 21 de junho de 2020 - Formatos: Download digital - Gravadora: Universal |